# Reggimento artiglieria terrestre "a cavallo"
Il Reggimento Artiglieria Terrestre "a Cavallo", tradizionalmente conosciuto con l'appellativo di "Voloire", è la attuale componente di artiglieria della Brigata di cavalleria Pozzuolo del Friuli dell'Esercito Italiano.
L'unità è erede e diretta continuatrice della storia e tradizioni delle "Batterie a Cavallo", più comunemente note come Volòire, costituite nel 1831, e di quelle del 3º Reggimento Artiglieria Celere. I comandanti del Reggimento hanno tradizionalmente anche il titolo di "Comandante delle Batterie a Cavallo", preceduto dal numero ordinale nell'ininterrotta successione dalla costituzione della specialità.
L'artiglieria a cavallo è una specialità dell'artiglieria nata nella seconda metà del XVIII secolo, specialmente grazie alle intuizioni di Federico il Grande, perfezionatasi poi grazie agli sviluppi della tecnica militare durante le guerre napoleoniche. Le batterie a cavallo, unità di artiglieria particolarmente mobili, venivano impiegate in appoggio rapido alle azioni delle unità di cavalleria. Erano infatti dotate di pezzi leggeri e con tutti i serventi montati a cavallo, caratteristiche che garantivano una notevole velocità di spostamento e messa in batteria. Tipiche della artiglieria a cavallo le prese di posizione al galoppo a pochi metri dalle linee nemiche, sulle quali aprivano celermente il fuoco a mitraglia (definite anche cariche di artiglieria).

## La denominazione
Incerte sono le origini dell'appellativo dialettale piemontese di "volòire", tradizionalmente associato al Reggimento. Forse deriva dalla caratteristica di velocità - equiparata al volo (in dialetto piemontese significante appunto "volante"), o forse dal gonfiarsi dei mantelli degli artiglieri lanciati al galoppo che assomigliavano a delle ali scure (in piemontese la parola ratavolòira  indica il pipistrello, letteralmente "topo volante"). Un'altra ipotesi fa derivare il termine dal tardo franco-provenzale voloires che significa lesto.
Oltre ad essere una denominazione ufficiosa del reparto , "volòire" è anche il grido di guerra del Reggimento, gridato nei momenti più alti delle cerimonie e all'esito del tradizionale "Caricat!" di cavalleria.

## L'evoluzione organica

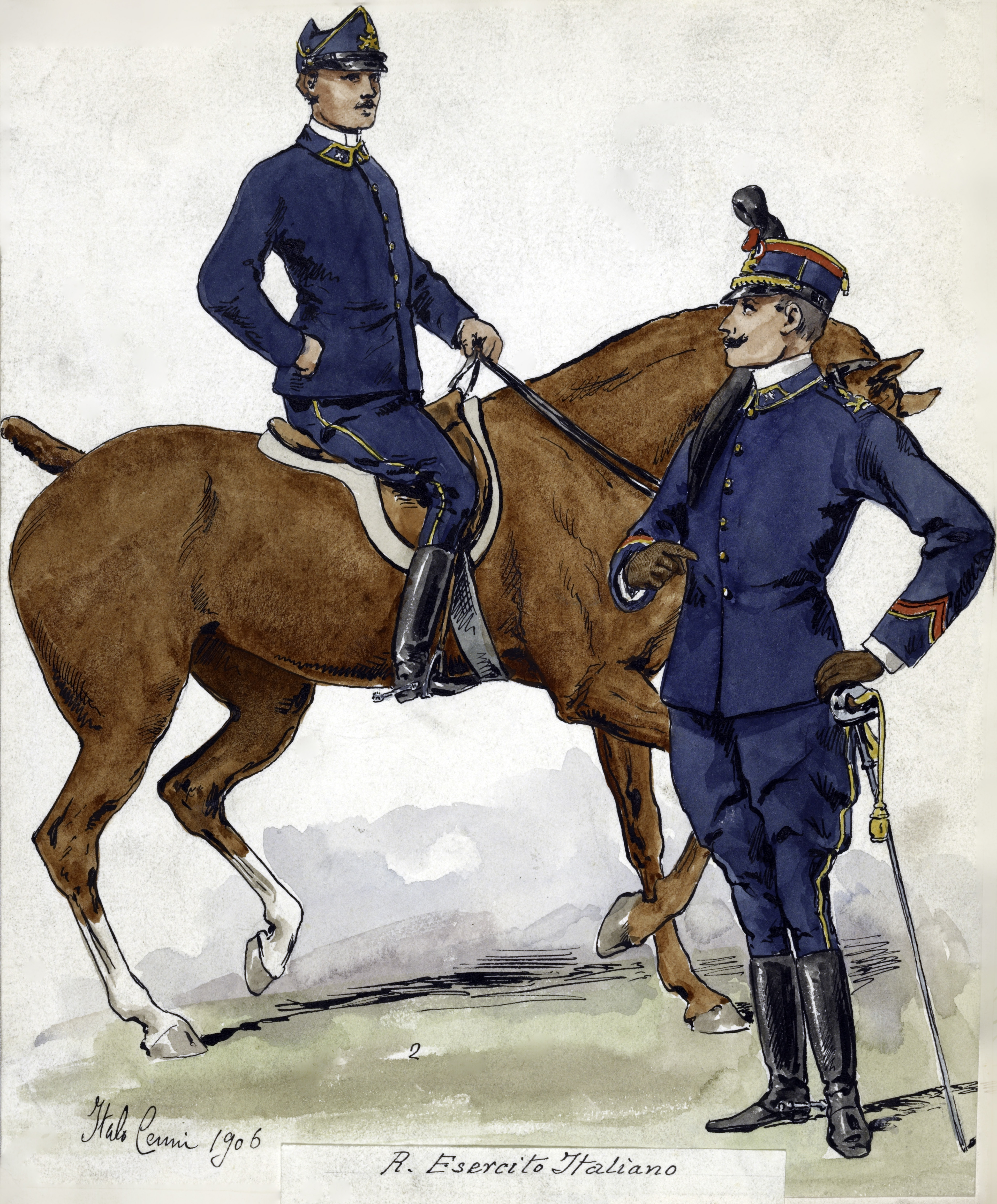
Sottufficiale e soldato a cavallo del reggimento di artiglieria a cavallo

### Dalla fondazione alla I Guerra Mondiale (1831-1918)
Le prime due Batterie a Cavallo vennero costituite l'8 aprile 1831 a Venaria Reale con Regie Patenti di S.M. Maria Cristina di Borbone-Due Sicilie, Reggente del Regno di Sardegna. Ognuna delle due primigenie batterie era costituita da 4 ufficiali, 7 sottufficiali, 11 caporali, 178 uomini di truppa, 210 cavalli, con primo comandante Vincenzo Morelli di Popolo. Il 23 Agosto dello stesso anno le due batterie vennero riunite in una Brigata Artiglieria a Cavallo. Nel 1848 venne costituita una terza batteria. 1º gennaio 1851 in base al Regio decreto 1º ottobre 1850 venne formato l'unico reggimento di artiglieria formato da tutte le batterie dell’antico Corpo Reale di Artiglieria (costituito nel 1774 per trasformazione del Reale Reggimento di Artiglieria creato nel 1743): 3 batterie a cavallo, 10 da battaglia e 4 da posizione. In virtù dello stesso decreto venne sciolta la 3ª Batteria a cavallo e con parte di essa fu formata la 11ª Batteria da battaglia. Il reggimento si trovò quindi formato da 20 batterie di cui 2 a cavallo e 18 da battaglia. Con il Regolamento del 21 giugno 1860, le Batterie a Cavallo vennero inquadrate nel 5º Reggimento Artiglieria da Campagna, per poi essere trasformate in campali con regio decreto 15 ottobre 1871.
In applicazione del Regio Decreto 17 novembre 1883 vennero formate il 1º gennaio 1884 due brigate di artiglieria a cavallo su due batterie ciascuna inquadrate nell'8º Reggimento Artiglieria da Campagna di Verona, che vennero successivamente trasferite nel Reggimento d'Artiglieria a Cavallo di nuova formazione, attivato a Milano il 1º Novembre 1887 in applicazione dalla legge d'ordinamento 23 giugno 1887 e del R. D. 27 agosto successivo. Il Reggimento Artiglieria a Cavallo fu inizialmente composto di uno stato maggiore, 3 brigate (6 batterie), 1 brigata treno (4 compagnie e un deposito). La legge del 17 luglio 1910 stabili successivamente che il reggimento si componesse di uno stato maggiore, 4 gruppi di due batterie ciascuno ( 8 batterie) , 4 cp. treno e un deposito. Nel 1910 le Brigate vennero rinominate Gruppi, ciascuno sempre su due batterie, ed alla vigilia della I Guerra Mondiale il Reggimento era strutturato su quattro Gruppi (assegnati uno per ciascuna Divisione di Cavalleria), due Compagnie Treno e due Compagnie Automobilisti d'Artiglieria.

### Dal primo dopoguerra alla Seconda Guerra Mondiale (1919-1943)
Il Reggimento venne sciolto il 20 aprile 1920, nel quadro della generale riduzione di organici delle Forze Armate dopo la Prima Guerra Mondiale, cedendo le tradizioni al neo costituito Reggimento Artiglieria Misto Autoportato, per venire ricostruito il 7 gennaio 1923 sul I e II Gruppo a Cavallo (con pezzi da 75/27 Mod. 1906/12) e sul III e IV Gruppo Autotrasportato (con pezzi da 75/27 Mod.1911).
Il 14 febbraio 1928 il III e IV Gruppo Autotrasportato vennero ceduti rispettivamente al 1º ed al 4º Reggimento Artiglieria Pesante Campale, e sostituiti dal III e IV Gruppo a Cavallo di nuova costituzione.
Il 1 ottobre 1934 il Reggimento Artiglieria a Cavallo venne nuovamente sciolto, cedendo un Gruppo Artiglieria a Cavallo a ciascuno dei tre Reggimenti Artiglieria di Divisione Celere, successivamente rinominati Reggimenti Artiglieria Celere. Il IV Gruppo a Cavallo, in esubero rispetto alla nuova organizzazione, venne definitivamente sciolto.
Con l'inizio della Seconda Guerra Mondiale, tra gennaio e febbraio 1941 i tre Reggimenti Artiglieria Celere furono trasferiti in Nord Africa con i soli Gruppi Motorizzati, lasciando presso i rispettivi depositi reggimentali i Gruppi a Cavallo, ovviamente inadatti ad operare nel deserto. Da questi tre Gruppi venne ricostituito a Milano il 1 luglio 1941 il 3º Reggimento Artiglieria a Cavallo (rinominato semplicemente Reggimento Artiglieria a Cavallo, senza numerazione, dal 29 ottobre successivo), assegnato alla 3ª Divisione Celere "Principe Amedeo Duca d'Aosta" destinata al fronte russo. Con la riorganizzazione della divisione in unità interamente motorizzata nell'estate del 1942, il Reggimento Artiglieria a Cavallo e le altre componenti montate della divisione lasciarono la divisione e confluirono nel Raggruppamento Truppe a Cavallo del Generale Guglielmo Barbò.
Pressoché distrutto durante le operazioni belliche e la successiva ritirata, il Reggimento rientrò in Italia all'inizio del 1943 per essere riorganizzato. Dislocato presso Lugo di Romagna ed ancora incompleto, il Reggimento si sbandò a seguito dei fatti dell'8 settembre 1943.

### Dal secondo dopoguerra
Il Reggimento Artiglieria a Cavallo venne ricostituito a Milano il 20 novembre 1946 sul I e II Gruppo obici da 88/27, ceduti dall'11º Reggimento Artiglieria, tra le prime unità del rinato Esercito Italiano, ereditando anche le tradizioni del 3º Reggimento Artiglieria Celere. Successivamente rinominato Reggimento Artiglieria a Cavallo «Legnano», il 30 giugno 1946 il Reggimento attivò il III Gruppo Artiglieria Contraerea Leggera su pezzi da 40/56, ceduto dal disciolto 2º Reggimento a. c/al, e nell'aprile 1952 attivò il IV e V Gruppo Artiglieria Controcarro su pezzi da 76/55, ceduti da 27º Reggimento Artiglieria di C.d.A., che dal 1º agosto 1953 vennero rinominati CVII e CVIII Gruppo Artiglieria Controcarro Semovente, rispettivamente su veicoli M10 da 76/50 ed M18 da 76/52.
Il 1º gennaio 1951 il Reggimento venne rinominato Reggimento d'Artiglieria a Cavallo Semovente di Corpo d'Armata, attivando il III Gruppo Artiglieria Semovente su veicoli Sexton da 88/27 e nel maggio 1955 i suoi Gruppi Controcarro vennero posti in posizione quadro e successivamente sciolti.
Il 1º aprile 1957 il Reggimento venne rinominato Reggimento Artiglieria a Cavallo Semovente Contro Carri, perdendo il III Gruppo Artiglieria Semovente sostituito dal XXI Gruppo Semoventi Controcarro su veicoli M36 da 90/50.  Il 15 dicembre 1960 venne formato e posto alle dipendenze del Reggimento un Centro Ippico Militare, per "tener deste nei quadri le origini della specialità a cavallo".
Il 1º settembre 1961 il Reggimento venne rinominato Reggimento Artiglieria a Cavallo da Campagna Semovente, strutturato su tre Gruppi con veicoli M7 da 105/22, sostituiti da aprile 1964 con i più moderni veicoli M44 da 155/23 ceduti dal 27º Reggimento Artiglieria Pesante Campale, del quale assorbì anche parte del personale, e dal 1º agosto 1964 tornò alla denominazione di Reggimento Artiglieria a Cavallo.

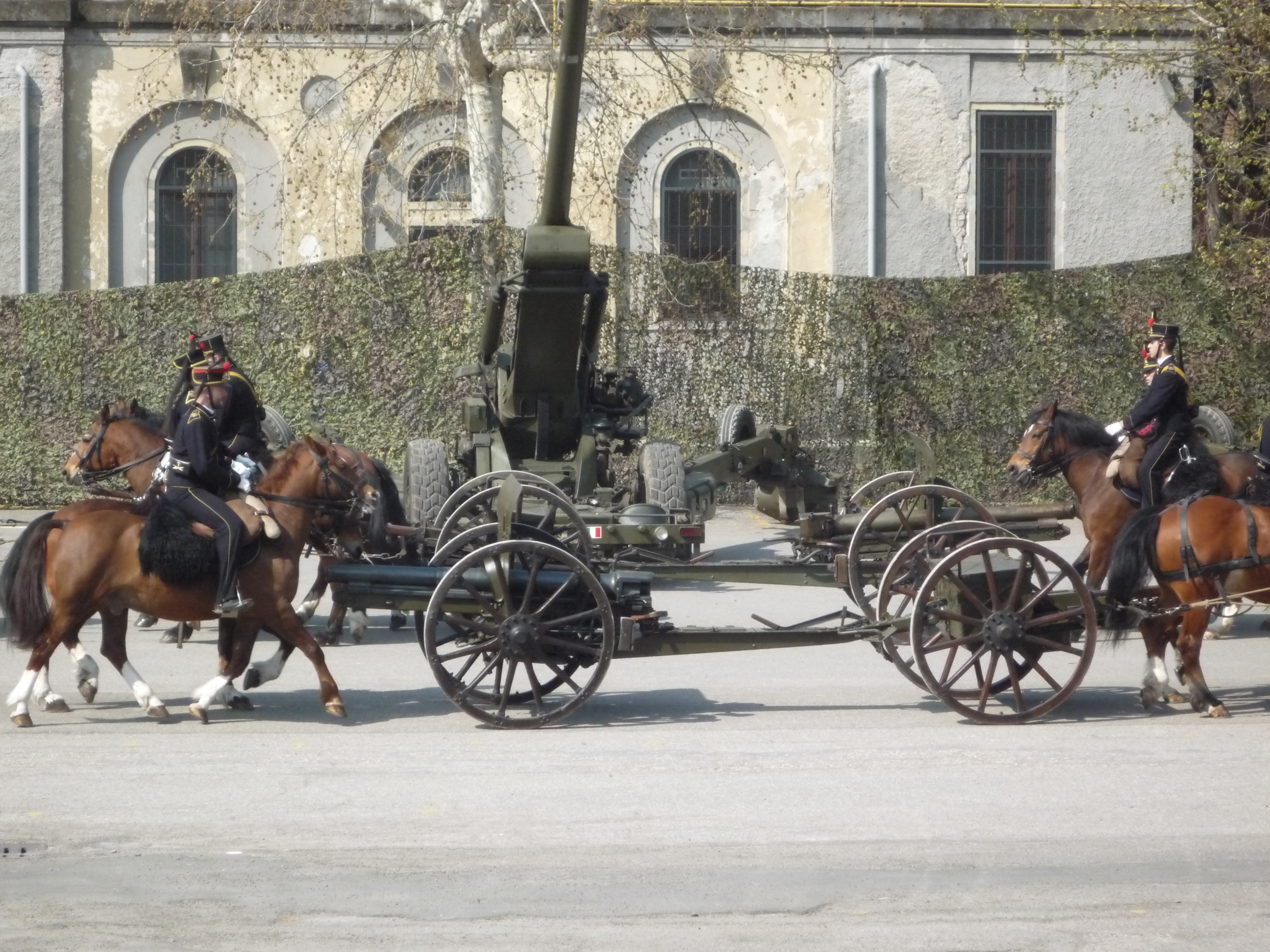
La sezione storica delle Voloire con i pezzi da 75/27 Mod. 1912 ancora in uso.

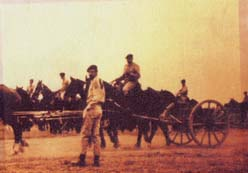
Le Batterie a Cavallo "Voloire" in un'esercitazione a fuoco; 1969 Poligono di Monte Romano (VT)

Nell'agosto del 1966 Venne formata all'interno del Reggimento una sezione ippotrainata con due pezzi da 75/27 mod. 1912, destinata a prendere parte a cerimonie e sfilate.
Nel quadro di una complessa ristrutturazione dell'Esercito Italiano, dal 1º ottobre 1975 il Reggimento venne riorganizzato sul 1º e 2º Gruppo Semoventi M44 da 155/23, il 3º e 4º Gruppo a Traino Meccanico su cannoni M1 da 155/45, il 5º Gruppo a Traino Meccanico su obici M 155 da 203/25, oltre al Comando, la Batteria Comando e Servizi e la Batteria a Cavallo, organizzazione che manterrà fino all'inizio del 1981, quando venne riorganizzato su tre Gruppi Semoventi su veicoli M109 da 155/23. Nel 1986 il 3º Gruppo venne posto in posizione quadro.
La nuova complessa ristrutturazione dell'Esercito italiano all'inizio degli anni '90 vide il Reggimento riorganizzato nel 1991 sul 1º e 2º Gruppo a Traino Meccanico su cannoni/obici FH-70 da 155/39 ed il 3º Gruppo Semoventi su veicoli M109G da 155/23. L'anno successivo i due Gruppi a Traino Meccanico vennero fusi in un solo Gruppo, il 3º Gruppo Semoventi venne ceduto alla Brigata "Centauro" (30 luglio 1992), e venne costituita la batteria contraerea (30 settembre 1992).
Dal 1º gennaio 2005 le Batterie a Cavallo sono tornate "a fare campagna" a fianco della cavalleria, divenendo la componente di artiglieria della Brigata di Cavalleria "Pozzuolo del Friuli". Due batterie del reggimento sono inserite nella capacita proiettabile della Forza di Proiezione dal Mare.
Dal 2016 il reparto ha assunto la attuale denominazione di Reggimento Artiglieria Terrestre "a Cavallo".

## Organizzazione
Questa la struttura attuale:
- Comando e Batteria Comando e Supporto Logistico
- Reparto alla sede
- 1º Gruppo "MOVM Gioacchino Bellezza"
  - Batteria Sorveglianza e Supporto Tecnico
  - 1ª Batteria obici/cannoni FH-70 da 155/39
  - 2ª Batteria quadro
  - 3ª Batteria obici/cannoni FH-70 da 155/39
    - Almeno una di queste batterie, o una aggiuntiva, può essere schierata con i più leggeri Obici da 105/14 Mod.56 quale equipaggiamento alternativo in supporto alla Forza di Proiezione dal Mare[17]
    - Il reggimento dispone anche di almeno 6× Mortai Pesanti da 120 mm TR61 quale equipaggiamento alternativo per conflitti a bassa intensità[17]
- 2º Gruppo a cavallo "MOVM Sergio Bresciani" 
  - Sezione Storica a Cavallo (due cannoni 75/27 Mod. 1912)[18]
  - Centro Ippico Militare delle Batterie a Cavallo
  - Circolo Ufficiali

## L'impiego bellico
Le Batterie a Cavallo parteciparono alle campagne per l'indipendenza, distinguendosi nei combattimenti di Goito, Sommacampagna e Santa Lucia (1848).
Elementi del Reggimento vennero distaccati per completare i reparti e servizi mobilitati per la Guerra d'Eritrea (1895-96) e per a Guerra di Libia (1911-12)
Il Reggimento - prima a cavallo, poi appiedato e poi ancora a cavallo - visse le vicende della prima guerra mondiale, inquadrando uno dei propri Gruppi in ciascuna delle quattro divisioni di cavalleria, prendendo parte con esse ai fatti d'arme di Monfalcone (8 giugno 1915), Monte Sei Busi (24 maggio - 13 giugno 1915), Monte Cosich (3-5 agosto 1916), Monte San Marco e Monte Sober (settembre-novembre 1916), Castagnevizza e Hudi Log (24-30 maggio 1917), Selo Korite (20-26 agosto 1917), San Vito al Tagliamento, Conegliano, il Piave e il Montello (ottobre-dicembre 1917), Vittorio Veneto, Cervignano, San Pietro al Natisone e Pozzuolo del Friuli (24 ottobre-4 novembre 1918).
Nella Seconda Guerra Mondiale il Reggimento prese parte all'intera Campagna di Russia, distinguendosi nei combattimenti di Chazepetowka, Mikailowka e Iwanowka (agosto 1941 – maggio 1942), inquadrato nel Corpo di spedizione italiano in Russia e nei combattimenti di Nikitino, Tschebotarewski, Dewiatkin e Bolochoij (20-30 agosto 1942) ed in quelli del Medio Don, Scheljakino, Warwarowka e Tschuprinin (novembre 1942 - gennaio 1943), inquadrato nell'Armata Italiana in Russia.  Da ricordare che una sezione del II Gruppo del Reggimento partecipò all'ultima carica della cavalleria italiana, effettuata da Savoia Cavalleria a Isbuscenskij.
Il 3º Reggimento Artiglieria Celere, del quale l'attuale Reggimento Artiglieria Terrestre "a Cavallo" custodisce le tradizioni, prestò invece servizio in Nord Africa, distinguendosi nei combattimenti di Tobruk, El Adem - Ain el Gazala ed Agedabia (maggio-dicembre 1941).

## Denominazioni e sedi del Reggimento
- Batterie a Cavallo (1831)
  - Venaria Reale
- Brigata[21] Artiglieria a Cavallo (1831-1851)
  - Venaria Reale
- Brigata Artiglieria a Cavallo del Reale Reggimento d'Artiglieria (1851-1860)
  - Venaria Reale
- Brigata Artiglieria a Cavallo del 5º Reggimento Artiglieria da Campagna (1860-1871)
  - Venaria Reale
- 1ª e 2ª Brigata Artiglieria a Cavallo dell'8º Reggimento Artiglieria da Campagna (1883-1887) 
  - Verona
- Reggimento Artiglieria a Cavallo (1887-1920 e 1923-1931)
  - Milano, Caserma Principe Eugenio a Porta Vittoria, detta “La Vulanta”
- Reggimento Artiglieria a Cavallo (1931-1934 e 1941-1943)[22]
  - Milano, nuova Caserma Principe Eugenio, detta “La Perrucchetti”
- Reggimento Artiglieria a Cavallo «Legnano» (1946-1953)
  - Milano, Caserma Santa Barbara (ex Principe Eugenio)
- Reggimento Artiglieria a Cavallo semovente di Corpo d’Armata (1953-1957)
  - Milano, Caserma Santa Barbara
- Reggimento Artiglieria a Cavallo semovente contro carri (1957-1961)
  - Milano, Caserma Santa Barbara
- Reggimento Artiglieria a Cavallo semovente (1961-1963) 
  - Milano, Caserma Santa Barbara
- Reggimento Artiglieria a Cavallo (1963-2016)
  - Milano, Caserma Santa Barbara
- Reggimento artiglieria terrestre «a Cavallo» (2016-oggi)
  - Comando e 1º Gruppo: Vercelli, Caserma "M.O.V.M. Aldo Maria Scalise"
  - 2º Gruppo: Milano, Caserma Santa Barbara

## Il Chepì

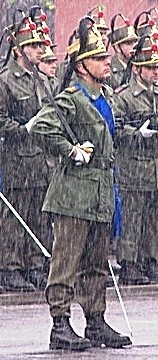
Capitano del Reggimento Artiglieria a Cavallo con il caratteristico chepi con criniera di crine di cavallo nera

Nel 1844 le Batterie a Cavallo assunsero come distinzione di specialità una la criniera nera ad ornamento dello sciaccò, a sostituzione del pennacchietto a salice piangente tipico delle altre unità di artiglieria. Quando nel 1849 lo sciaccò venne sostituito con il chepì, il reggimento mantenne comunque la criniera, adottando in quella data il fregio con i cannoni e sciabole incrociate tuttora in uso.
L'uso del chepì venne sospeso all'inizio della Seconda Guerra Mondiale, ma venne ripristinato (senza criniera) nel 1950 con la uniforme ordinaria per servizi armati di rappresentanza. Nel 1951 venne nuovamente autorizzata anche la criniera nera (bianca per i trombettieri).

## Stemma araldico
Scudo sannitico semitroncato partito: 
- Il primo, d'oro, all'aquila di nero, col volo abbassato, coronato con corona d'oro chiusa da otto vette dello stesso (cinque visibili), ornate da perle, sostenenti il globo d'oro, cerchiato e cimato dalla crocetta dello stesso; essa aquila, caricata in cuore dallo scudetto ovoidale d'oro, alla fascia di rosso ed al capo dello stesso, caricato dalla croce d'argento; linguata di rosso, rostrata e armata d'oro, con la coda attraversata da due sciabole d'argento, poste in decusse, con le else d'oro all'ingiù, ed afferrante la bocca da fuoco d'argento, posta in fascia, attraversante le sciabole e la coda.
- Il secondo di Milano, che è d'argento alla croce di rosso.
- Il terzo, di azzurro, inquartato da due filetti di rosso: nel I e nel IV di Ucraina, che è il tridente del Principe Vladimiro il Grande, di oro; nel II e III di Cirenaica, che è il silfio reciso, di oro, sormontato dalla stella di cinque raggi, d'argento.

Ornamenti esteriori: 
- Corona turrita: sovrastante lo scudo, formata da un cerchio, rosso all'interno, con due cordonate a muro sui margini, sostenente otto torri (cinque visibili) rettangolari e dieci merli alla guelfa (quattro dei quali angolari), munite di una porta e di una sola finestra e riunite da cortine di muro, ciascuna finestrata di uno. Il tutto d'oro e murato di nero.
- Lista bifida: svolazzante, collocata sotto la punta dello scudo, incurvata con la concavità rivolta verso l'alto, d'oro, riportante il motto: "IN HOSTEM CELERRIME VOLANT"[23] in nero.
- Nastri rappresentativi delle ricompense al Valore: quattro nastri di azzurro bordati d'argento, annodati nella parte centrale non visibile della corona turrita, scendenti svolazzanti in sbarra e in banda dal punto predetto, passando dietro la parte superiore dello scudo.

## Onorificenze
Lo Stendardo delle Batterie a Cavallo è insignito di quattro Medaglie d'argento al valor militare ed una Medaglia d'oro al merito della sanità pubblica.
Delle medaglie al valore militare, tre sono state attribuite direttamente al Reggimento Artiglieria a Cavallo e una al 3º Reggimento Artiglieria Celere, del quale l'attuale Reggimento Artiglieria a Cavallo ha ereditato le tradizioni.
Quattro le Medaglie d'Oro al Valor Militare conferite individualmente a militari del Reggimento Artiglieria a Cavallo:
- Luogotenente Gioacchino Bellezza (Santa Lucia, 6 maggio 1848)[24];
- Capitano Roberto Perrone Conte di San Martino (Belvedere di Custoza, 24 giugno 1866)[25];
- Tenente Enrico Reggiani (alla memoria) (Quota 163,1 di Tscheboratewskj (Fronte russo), 20/21 agosto 1942)[26]»;
- Artigliere Roberto Cherubin  (alla memoria) (Zona di Orobinskji (Fiume Don - Fronte russo), 12/17 dicembre 1942)[27].

Ad esse si aggiungono le tre Medaglie d'Oro al Valor Militare conferite individualmente a militari del 3º Reggimento Artiglieria Celere, del quale l'attuale Reggimento Artiglieria a Cavallo ha ereditato le tradizioni: 
- Artigliere Sergio Bresciani (alla memoria) (Marmarica-Egitto, marzo 1941/settembre 1942)[28];
- Tenente Gaetano Borghi (Quota 183 di Carmutes er Regem (Cirenaica), 14 dicembre 1941)[29];
- Tenente Ezio Rizzato (alla memoria) (Fondotoce, settembre 1943/giugno 1944)[30].

## Riconoscimenti

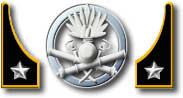
Fregio e mostreggiature del Reggimento artiglieria a cavallo "Voloire".

- Le "Voloire" sono cittadine onorarie di Milano, Verona, Biella, Venaria Reale, Goito, Piedicavallo, Lecco, Melegnano e Pavia.
- Il Reggimento Artiglieria a Cavallo è gemellato con il 4º Stormo caccia dell'Aeronautica Militare Italiana e con il 1º Reparto del Corpo Militare del Sovrano Militare Ordine di Malta. È stato anche gemellato con gli aliscafi della Classe Sparviero della Marina Militare Italiana, ora radiati.
- Il Reggimento, in quanto decorato di medaglie al Valor Militare, è Socio d'Onore dell'Istituto del Nastro Azzurro fra Combattenti Decorati al Valor Militare.
- Nel giugno 2009 la Città di Milano, con una cerimonia a Palazzo Marino alla presenza del Sindaco Letizia Moratti e del Ministro della Difesa Ignazio La Russa, ha riconosciuto ufficialmente l'impegno del Reggimento profuso nell'operazione "Strade Sicure".

## Personalità legate alle Batterie a Cavallo
- Generale Alfonso Ferrero marchese de La Marmora, militare e uomo di stato del Regno d'Italia, propugnatore e organizzatore delle prime Batterie a Cavallo piemontesi;
- Vincenzo Morelli di Popolo, primo comandante, successivamente Generale comandante dell'Artiglieria del Regno di Sardegna;
- Amedeo di Savoia-Aosta (1898-1942), Principe della Casa Reale, volontario a 16 anni nelle Batterie a Cavallo con il grado di semplice artigliere e incarico di servente al pezzo;
- Alessandro Manfredi Luserna d'Angrogna (1800-1867), fu uno dei primi comandanti delle Batterie a Cavallo;
- Carlo Felice Nicolis, conte di Robilant, nel 1849 fu al comando della II Batteria a Cavallo durante la Battaglia di Novara;
- Arcivescovo Vigilio Federico Dalla Zuanna o.f.m.Cap., cappellano militare del Reggimento durante la Prima Guerra Mondiale, in seguito 63° Ministro Generale dei Frati Minori Cappuccini e Vescovo di Carpi;
- Alessandro Valerio, 19º Comandante Reggimento Artiglieria a Cavallo poi Reggimento Artiglieria Celere «Principe Amedeo Duca d'Aosta» (3°), medaglia d'argento alle Olimpiadi di Anversa (VII Olimpiade) del 1920 nel Salto ostacoli individuale su Cento;
- Gen. Alberto Li Gobbi, Medaglia d'Oro al Valor Militare nel 1944, nel 1947 entrò a far parte del Reggimento, divenendo nel 1963 il 40º comandante delle Batterie a Cavallo e successivamente comandante della Brigata Folgore;
- Gen. Diego Bertoncin, 54º Comandante delle Batterie, istitutore dei Corsi di Ippoterapia, per i quali il Reggimento è stato insignito di Medaglia dì'Oro al Merito della Sanità Pubblica - Milano, 1981
- Mario Argenton, ufficiale delle Batterie a Cavallo, membro del comando del Corpo Volontari della Libertà, figura di primo piano dell'equitazione italiana.
- Adriano Magi-Braschi, sottocomandante di batteria delle Voloire, il 24 agosto 1942 partecipò alla carica di Isbucensky;
- Gen. Rolando Mosca Moschini, consigliere militare della Presidenza della Repubblica, già comandante generale della Guardia di Finanza e Capo di Stato maggiore della Difesa, prestò servizio da ufficiale subalterno al Reggimento Artiglieria a Cavallo;
- Gen. Alberto Zignani, 56º comandante delle Batterie a Cavallo, successivamente comandante generale della Guardia di Finanza;
- Luchino dal Verme, già ufficiale delle Batterie, combattente in Russia, in seguito comandante partigiano con il nome di battaglia "Maino";
- Hanno prestato servizio nel Reggimento Artiglieria a Cavallo, tra gli altri: Edmondo Bernacca, Piercamillo Davigo, Daniele Gatti, Lorenzo Cherubini, Guido Meda, Gabriele Galeotti, Lorenzo Guerini, Gianalfonso D'Avossa, Umberto Borla.